# Филип II (Хесен-Рейнфелс)
Вижте пояснителната страница за други личности с името Филип II.
Филип II Млади (на немски: Philipp II. von Hessen-Rheinfels, Philipp der Jüngere, * 22 април 1541, Марбург, † 20 ноември 1583, замък Рейнфелс) от Дом Хесен, е единственият ландграф на Хесен-Рейнфелс.

## Биография
Той е син на Филип I фон Хесен (1504 – 1567) и първата му съпруга Кристина Саксонска (1505 – 1549), дъщеря на херцог Георг Брадати от Саксония.
През 1552 г. 11-годишният Филип, преоблечен в дрехи на момиче, е предаден в Базел като заложник на пратеника на крал Анри II от Франция, заради изпълнението на договора от Шамборд, и той живее известно време във френския двор.
След смъртта на баща му Хесен е разделен между четиримата братя. Филип получава през 1567 г. Ландграфство Хесен-Рейнфелс. Той управлява около една осма от бившата територия на Хесен.
На 18 януари 1569 г. Филип се жени в Хайделберг за принцеса Анна Елизабет фон Пфалц-Зимерн (1549 – 1609), дъщеря на курфюрст Фридрих III фон Пфалц от род Вителсбахи. Нейната зестра е 32 000 гулдена. През 1568 – 1571 за Ана се построява дворец Филипсбург в Браубах като бъдеща вдовишка резиденция. Тя обича луксозния живот и кара съпруга си да провежда музикални и театрални представления и празненства.
Филип умира на 30 ноември 1583 г. в замък Рейнфелс, който е допълнително преустроен от него, и е погребан в близката манастирска църква в град Санкт Гоар, където брат му Вилхелм му построява импозантен ренесансов гроб. Понеже е бездетен Хесен-Рейнфелс отива на братята му Вилхелм IV от Хесен-Касел (получава най-голямата част), Георг I от Хесен-Дармщат и Лудвиг IV от Хесен-Марбург.
Вдовицата му се омъжва на 50 години през 1599 г. за пфалцграф Йохан Аугуст от Велденц-Люцелщайн (1575 – 1611). Дворецът Филипсбург е поделен между линиите на Дом Хесен.